# Teresa d'Entença
Teresa d'Entença , född 1300, död 1327, var en drottning av Aragonien; gift 1314 med kung Alfonso IV av Aragonien. Teresa var  regerande grevinna av Urgell från 1314 till 1327. Genom henne anslöts grevedömet Urgell (Andorra) till Aragonien. 

## Biografi
Teresa d'Entença var arvtagare till grevedömet Urgell efter sin farbror. Hennes farbror krävde att hon inte skulle gifta sig med Aragoniens tronarvinge utan med en yngre prins, för att förhindra att Urgell anslöts till Aragonien. Hon gifte sig därför med prins Alfonso, som inte var tronarvinge, som blev hennes samregent jure uxoris i Urgell. 
År 1319 gick dock Alfonsos äldre bror i kloster, vilket gjorde att hennes man ändå blev tronarvinge i Aragonien. Teresa följde maken på hans krigståg till Sardinien 1323. Efter hennes död uppgick Urgell i Aragonien.  